# 气管炎
气管炎（英語：Tracheitis），是指一类病发于气管的炎症。 
虽然气管通常被认为是下呼吸道的一部分，在ICD-10中，气管炎被分类于“急性上呼吸道感染”。

## 细菌性气管炎
细菌气管炎是气管的细菌感染，并且能够产生气道阻塞。
其中最常见是金黄色葡萄球菌引起，并通常引起病毒性的上呼吸道感染。细菌性气管炎也是一类罕见的流感病毒感染的并发症。  该疾病在年轻患者上最为严重，可能因为年幼患者的气管相对较小，在患病时容易因吞食而肿胀堵塞。最常见的标志是出现明显的哮喘症状。它偶尔会与格鲁布性喉头炎混淆。如果病症引起发炎，气管炎的情况就可能发生。在这种条件下，也会导致可以有气管内壁的炎症。而当炎症发展到气管和支气管的粘膜时，可能会导致支气管炎。软骨缺损时，会导致折气管组织折损，这使得软骨无法支持气管，并引发干咳。在气管发炎时，结神经组织恶化，可能会导致气管软化。而感染也可能引起气管肿大。

## 症状
- 在上呼吸道感染后，出现更深或强烈的咳嗽
- 吸气性哮喘
- 喉咙沙哑
- 胸痛
- 发烧
- 耳痛
- 头痛
- 头晕
- 呼吸困难

### 治疗
在一些极端案例中，可以通过施用静脉内抗生素进行治疗，并可能需要转入重症监护病房（ICU）。如果气道肿胀严重，需要进行插管以支持通气。在重症监护入院时，可能需要的侵入性和非侵入性的各类监控方法，包括心电监护，血氧饱和度，二氧化碳浓度监测仪和动脉血压监测。